# Norman Foster (director)
Norman Foster (Richmond, Indiana, 13 de desembre de 1900 − Santa Monica, Califòrnia, 7 de juliol de 1976) va ser un director, actor i guionista estatunidenc.

## Biografia
Nascut John Hoeffer  a Richmond, Indiana,Foster va començar com a periodista en un diari local a Indiana abans d'anar-se'n a Nova York amb l'esperança d'aconseguir una feina millor en algun diari però no en va trobar cap. Va provar en algunes agències teatrals abans de començar a treballar en el teatre i més tard apareix a Broadway en l'obra de George S. Kaufman / Ring Lardner June Moon el 1929. També va actuar a Londres, Anglaterra.
Va començar a treballar en multitud d'escenes en pel·lícules abans de passar a parts més grans. Els seus crèdits com a actor de cinema inclouen Prosperity (1932), Pilgrimage (1933), Rafter Romance (1933) amb Ginger Rogers i State Fair (1933). Va escriure unes quantes obres. Va deixar d'actuar a finals dels anys 1930 per dirigir, encara que ocasionalment apareixia en pel·lícules i programes de televisió.
Alguns dels treballs com a director de Foster són: The Sign of Zorro (1958), i l'elegant pel·lícula negra Kiss the Blood Off My Hands (1948), Woman on the Run (1950) i Journey into Fear (1943). Va dirigir Rachel and the Stranger i parts de la sèrie Davy Crockett que conformarien els llargmetratges Davy Crockett, King of the Wild Frontier i Davy Crockett and the River Pirates on no va acceptar cap interferència de Walt Disney.
El 1967, va dirigir Brighty of the Grand Canyon, basada en la novel·la per nens de Marguerita Henry sobre un burro en el Parc Nacional del Gran Canyó d'Arizona. La pel·lícula la protagonitzaven Joseph Cotten, Karl Swenson, Dick Foran, i Pat Conway.
Es deia que Orson Welles assumia la direcció de Journey Into Fear, que Welles més tard rebutjava. Foster va ser el director del "My friend Bonito" part de la pel·lícula antològica d'Orson Welles It's All True fins que la RKO va avortar el projecte.
Foster va dirigir un nombre de films de misteri de Charlie Chan i Mr. Moto, incloent-hi Charlie Chan in Panama (1940), Charlie Chan at Treasure Island (1939), Mr. Moto Takes a Vacation (1939), Charlie Chan in Reno (1939), Mr. Moto's Last Warning (1939), Mysterious Mr. Moto (1938), Mr. Moto Takes a Chance (1938), Thank You, Mr. Moto (1937), i Think Fast, Mr. Moto (1937).
Foster es va casar amb Claudette Colbert des del 1928 fins al seu divorci el 1935. El 1937, es casa amb l'actriu Sally Blane, una germana gran de Loretta Young. La parella va estar casada fins a la seva mort el 1976 d'un càncer, a Santa Monica, Califòrnia a l'edat de 75. Van tenir dos fills, Robert i Gretchen.
Està enterrat al Holy Cross Cemetery de Culver City.

## Filmografia

### Director
- 1936: I Cover Chinatown
- 1937: Fair Warning
- 1937: Think Fast, Mr. Moto
- 1937: Thank You, Mr. Moto
- 1938: Walking Down Broadway
- 1938: Mr. Moto Takes a Chance
- 1938: Mysterious Mr. Moto
- 1939: Mr. Moto's Last Warning
- 1939: Charlie Chan in Reno
- 1939: Mr. Moto Takes a Vacation
- 1939: Charlie Chan at Treasure Island
- 1940: Charlie Chan in Panama
- 1940: Viva Cisco Kid
- 1941: Ride, Kelly, Ride
- 1941: Scotland Yard
- 1943: Istanbul
- 1943: Santa
- 1944: La fuga
- 1945: La Hora de la verdad
- 1946: El Ahijado de la muerte
- 1948: El Canto de la sirena
- 1948: Rachel i el foraster (Rachel and the Stranger)
- 1948: Sang a les mans (Kiss the Blood Off My Hands)
- 1949: Tell It to the Judge
- 1950: Father Is a Bachelor
- 1950: Lux Video Theatre (sèrie TV)
- 1950: Woman on the Run
- 1952: Navajo
- 1952: Sky Full of Moon
- 1953: Sombrero
- 1954: Davy Crockett, King of the Wild Frontier
- 1956: Davy Crockett and the River Pirates
- 1958: The Sign of Zorro
- 1962: Hans Brinker or the Silver Skates (TV)
- 1965: Indian Paint
- 1966: The Green Hornet" (sèrie TV)
- 1967: Brighty of the Grand Canyon
- 1967: Custer (sèrie TV)
- 1968: The Legend of Custer
- 1968: It Takes a Thief" (sèrie TV)
- 1969: The Great Sex War
- 1974: The Green Hornet
- 1974: The Deathhead Virgin
- 1990: Crazy Horse and Custer: The Untold Story
- 1993: It's All True

### Actor
- 1929: Gentlemen of the Press: Ted Hanley
- 1929: Love at First Sight: Richard Norton
- 1930: Young Man of Manhattan: Toby McLean
- 1931: No Limit: Douglas Thayer
- 1931: It Pays to Advertise: Rodney Martin
- 1931: Men Call It Love: Jack
- 1931: City Streets: Extra
- 1931: Up Pops the Devil: Steve Merrick
- 1931: Confessions of a Co-Ed: Hal
- 1931: Reckless Living: Doggie
- 1932: Under Eighteen: Alf
- 1932: Girl of the Rio: Johnny Powell
- 1932: Alias the Doctor: Stephan Brenner
- 1932: Play-Girl: Wallace 'Wally' Dennis
- 1932: Steady Company: Jim
- 1932: The Cohens and Kellys in Hollywood: Maurice Cohen
- 1932: Week-end Marriage: Ken Hayes
- 1932: Skyscraper Souls: Tom Shepherd
- 1932: Strange Justice: Wally Baker
- 1932: Prosperity: John Warren
- 1933: State Fair: Wayne Frake
- 1933: Professional Sweetheart: Jim Davey
- 1933: Pilgrimage: Jim 'Jimmy' Jessop
- 1933: Rafter Romance: Jack Bacon
- 1933: Walls of Gold: Barnes Ritchie
- 1934: Elinor Norton: Bill Carroll
- 1934: Orient Express: Carlton Myatt
- 1934: Strictly Dynamite: Nick Montgomery
- 1935: Behind the Evidence: Tony Sheridan
- 1935: Behind the Green Lights: Dave Britten
- 1935: The Hoosier Schoolmaster: Ralph Hartsook
- 1935: Ladies Crave Excitement: Don Phelan
- 1935: The Bishop Misbehaves: Donald Meadows
- 1935: Escape from Devil's Island: Andre Dion
- 1935: The Fire Trap: Bill Farnsworth
- 1935: Super-Speed: Randy Rogers
- 1935: Suicide Squad: Larry Barker
- 1936: The Leavenworth Case: Policia Bob Grice
- 1936: Everybody's Old Man: Ronald Franklin
- 1936: Fatal Lady: Phillip Roberts
- 1936: High Tension: Eddie Mitchell
- 1936: I Cover Chinatown: Eddie Barton
- 1938: Mysterious Mr. Moto: Hoodlum in tavern
- 1972: La sort està decidida (Play It As It Lays): Aborticionista
- 1973: Winesburg, Ohio (TV): Old Pete
- 1973: A Special Act of Love (TV): Dr. Leon Lesser
- 1974: Double Solitaire (TV): Ernest
- 1976: Woman in the Rain: Ajudant director comercial

### Guionista
- 1937: Fair Warning
- 1937: Think Fast, Mr. Moto
- 1937: Thank You, Mr. Moto
- 1938: Mysterious Mr. Moto
- 1939: Mr. Moto Takes a Vacation
- 1944: La Fuga
- 1945: La Hora de la verdad
- 1946: El Ahijado de la muerte
- 1948: El Canto de la sirena
- 1949: La Casa embrujada
- 1950: Woman on the Run
- 1952: Navajo
- 1952: Sky Full of Moon
- 1953: Sombrero
- 1956: Davy Crockett and the River Pirates
- 1958: The Sign of Zorro
- 1965: Indian Paint
- 1967: Brighty of the Grand Canyon